# ジョーダン・シュニッツァー美術館
ジョーダン・シュニッツァー美術館（英: Jordan Schnitzer Museum of Art）は、アメリカ合衆国オレゴン州ユージーンにあるオレゴン大学の付属美術館。美術館で最初に建てられた建築物はメイン・ユニバーシティー・クアドラングル（現：メモリアル・クアドラングル）の一環としてエリス・F・ローレンスにより設計された。アメリカ博物館協会による認定を受けている。

## 沿革
1933年に開館。

## 碑文
建築物の西側のファサードには3つの引用文が彫られている。扉の上部には箴言の引用、ファサードの南端近くにはプラトンの引用、ファサードの北側には老子の引用が彫られている。

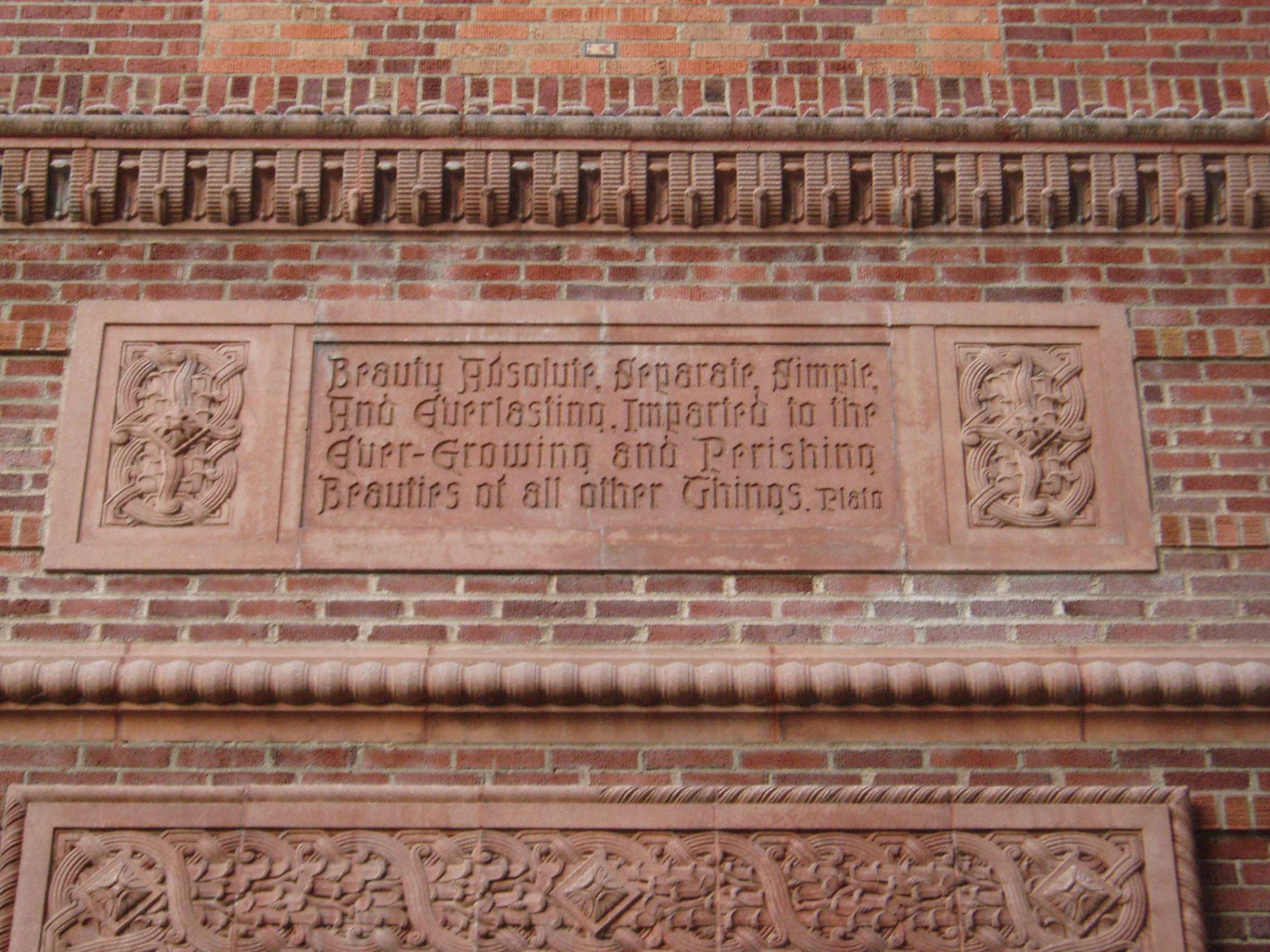
西側のファサードにあるプラトンの一節

また、礎石には詩篇からの一節が彫られている。大学開発局によると、資金があれば、近い将来、新しいゲスト パビリオンが建設される予定です。